# Sonning Common
Sonning Common is een civil parish in het bestuurlijke gebied South Oxfordshire, in het Engelse graafschap Oxfordshire met 3784 inwoners.